# Ailurops
Ailurops é um gênero de marsupial da família Phalangeridae.

## Espécies
- Ailurops melanotis (Thomas, 1898)
- Ailurops ursinus (Temminck, 1824)